# Helmut Zacharias
Pour les articles homonymes, voir Zacharias.
Helmut Zacharias, né le 27 janvier 1920 à Berlin et mort le 28 février 2002 à Brissago (Suisse), est un violoniste et compositeur allemand créateur de près de 450 œuvres et ayant vendu quatorze millions de disques. Il a également participé à nombre de films, jouant habituellement des rôles de musiciens.

## Biographie
Helmut Zacharias, né dans une famille de musiciens. Son père Karl, était un violoniste et chef d'orchestre et sa mère chanteuse. Enfant prodige, reçoit ses premières leçons de son père dès l'âge de deux ans et demi, de violon à quatre et à six, il a joue dans un cabaret, le Club Faun situé sur la Friedrichstrasse à Berlin. À huit ans, Zacharias est le plus jeune étudiant dans la classe de Gustav Havemann (de) à l'Académie de musique de Berlin (1928). 

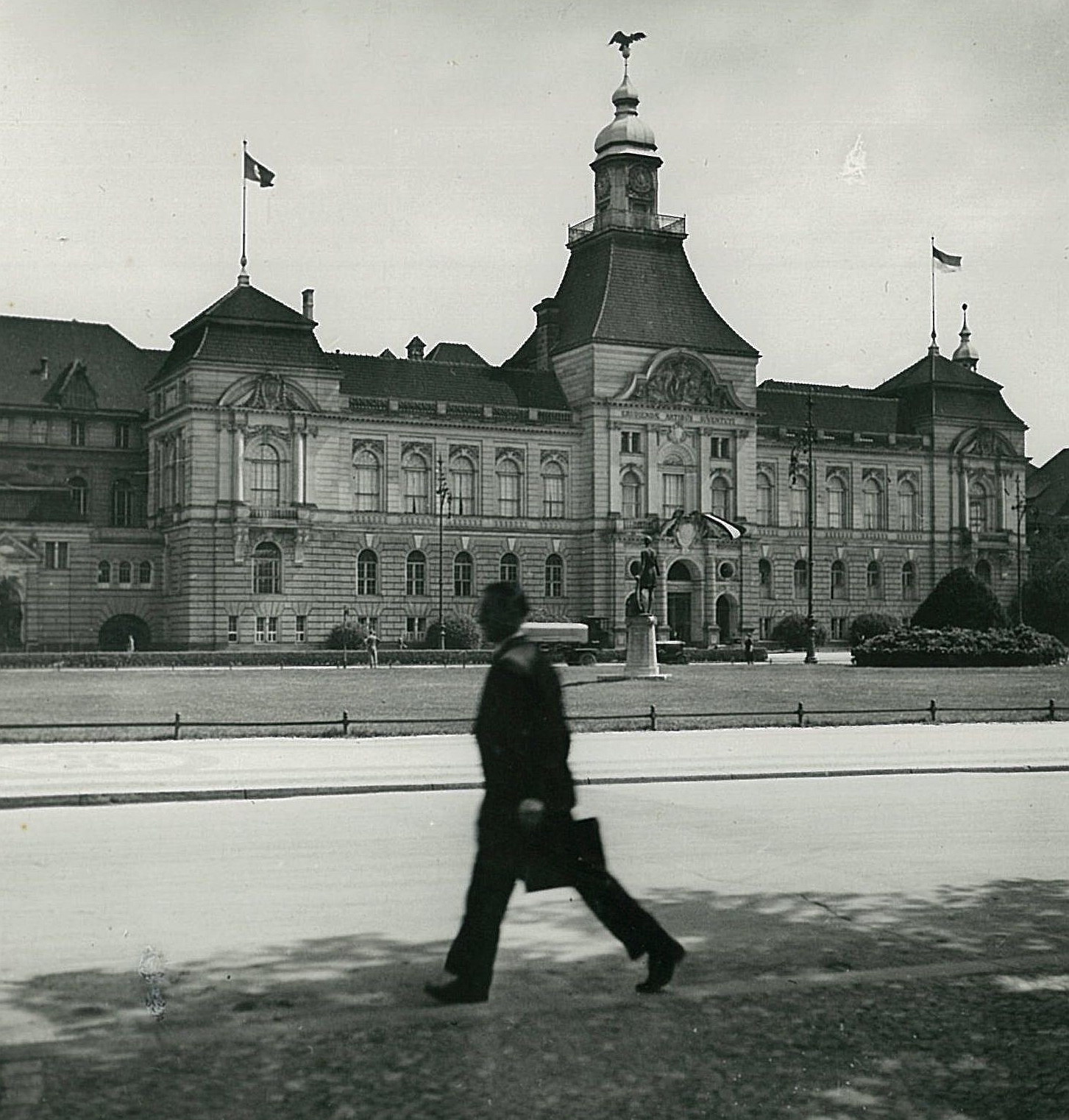
Hochschule de Berlin en 1928.

Il se produit à la radio pour la première fois à onze ans, avec le troisième concerto pour violon de Mozart et effectue une tournée en 1934, à 14 ans. Dans les années 1930, les enregistrements de Django Reinhardt et Stéphane Grappelli disponibles en Allemagne ont fortement influencés le style musical de Zacharias.
En 1940, Zacharias a été découvert par la firme Electrola (branche allemande du label EMI) et en 1941 a eu son premier succès grand public avec Schönes Wetter Heute (1941) [Beau temps aujourd’hui] (sous étiquette Odeon). 
En 1943, il épouse Hella Konradat. Ils ont deux fils, Thomas (1947) athlète, Stephan (1956) lui aussi compositeur, et une fille, Sylvia journaliste. Stephan, a composé la bande musicale du film « La Chute » (Der Untergang, 2004).
En 1948, il se produit à la radio NDR dans un programme de jazz. Dans les années 1950, considéré comme l'un des meilleurs jazz violonistes de l'Europe il a été surnommé Le violoniste magique et M. Violon d'Allemagne. Au début des années 1950 il se produit à l'Olympia à Paris. En 1956, réalise son plus grand succès aux États-Unis avec la sortie de "Quand le Blanc Lilas Bloom Again" qui, le 22 septembre, atteint le numéro 12 sur cent (Billboard Hot 100) du magazine Billboard. Le 21 novembre 1964, il atteint la neuvième place dans le classement britannique Singles Chart avec Tokyo Melody (sous étiquette Polydor) après son utilisation comme musique de générique des Jeux olympiques d'été de 1964 sur la BBC. 
En tant qu'arrangeur, il a travaillé quelque 1600 morceaux.
Zacharias a déménagé en Suisse, Ascona sur le lac Majeur en 1960 et continué à jouer avec des artistes célèbres, dont Yehudi Menuhin. En 1964 il produit une série d'émissions pour la radio Südwestfunk Baden-Baden et de 1968 à 1973 il apparaît dans sa propre émission de télévision à la ZDF. 
Zacharias souffrant de la maladie d'Alzheimer en 1995, se retire de la vie publique en 1997. Il est mort en 2002 à Brissago en Suisse et est repose au cimetière d'Ohlsdorf, à Hambourg. 
Les documents, partitions, disques et manuscrits d'Helmut Zacharias ont été légués aux Archives de compositeurs allemands en 2006.

## Prix et distinctions
Durant toute sa carrière, Helmut Zacharias a remporté de nombreux prix dont dès 1938 le prix Bernhard Molique et Fritz Kreisler,. En France il a reçu le "Grand Prix du Disque" de l'Academie Charles Cros (1956).
En Allemagne il a reçu en 1985, la médaille de l'Ordre du Mérite de la République fédérale d'Allemagne et le Bambi (1995).

## Discographie partielle
- 12 Sonates pour violon, op. 2, Vivaldi (1953)
- Ich liebe deinen Mund (1955)
- A Million Strings (1956)
- Hi-Fi Fiddle (1956)
- Hejre Kati, op. 32, Jenő Hubay - RIAS, Dir. Ferenc Fricsay (Deutsche Grammophon, 1957)
- Strings, Moonlight and You (1957)
- Happy-Go-Lucky (1957)
- Hello, Scandinavia (1958)
- Hi-Fiddler's Delight (1958)
- The Zacharias Stereo Show (1958)
- Holiday in Spain (1959)
- Two Million Strings avec Werner Müller (1959)
- Golden Award Songs (1959)
- On Lovers' Road (1959)
- Songs of Old Russia (1959)
- Candlelight Serenade (1960)
- Zacharias Plays Strauss (1960)
- The Best of Everything (1961)
- A Violin Sings (1961)
- Stella Nova (1963)
- De Gouden Plaat Van Helmut Zacharias (1967)
- Happy Strings Happy Hits (1967)
- James Last Meets Helmut Zacharias (1967)
- Happy Strings of Zacharias (1968)
- Light My Fire (1968)
- Mexico Melody (1968)
- Zacharias Plays The Hits (1969)
- Zacharias Plays Verdi & Puccini (1970)
- Zacharias Plays Verdi & Bizet (1970)
- Greatest Hits (1973)
- Buenos Días (1974)
- Swinging Hits (1977)
- Les Belles Années (1978)

## Filmographie
| Année | Film                                    | Rôle                    | Notes    |
| ----- | --------------------------------------- | ----------------------- | -------- |
| 1949  | Hallo, Fräulein!                        | Musicien                |          |
| 1952  | Heimweh nach dir                        | Violoniste              |          |
| 1952  | Königin der Arena                       | Chef d'orchestre        |          |
| 1952  | Eine nette Bescherung                   |                         | Téléfilm |
| 1953  | Das singende Hotel (de)                 | Karli Alten, violoniste |          |
| 1954  | An jedem Finger zehn                    | Interprète              |          |
| 1955  | Wie werde ich Filmstar? (de)            |                         |          |
| 1962  | Totò di notte                           | Acteur                  |          |
| 1963  | Jolanthe lässt bitten....               | Lui-même                | Téléfilm |
| 1964  | Silvester Show                          | Instrumentiste          | Téléfilm |
| 1966  | Von uns – für Sie!                      |                         | Téléfilm |
| 1981  | So schön wie heut', so müßt' es bleiben | Interprète              | Téléfilm |